# ماريان زوف
ماريان زوف (بالألمانية: Marianne Zoff) (و. 1893 – 1984 م) هي مغنية، ومغنية أوبرا، وممثلة مسرحية نمساوية، توفيت في فيينا، عن عمر يناهز 91 عاماً.